# Плейнв'ю (Теннессі)
Плейнв'ю (англ. Plainview) — місто (англ. city) в США, в окрузі Юніон штату Теннессі. Населення — 2060 осіб (2020).

## Географія
Плейнв'ю розташований за координатами 36°10′52″ пн. ш. 83°47′36″ зх. д. / 36.18111° пн. ш. 83.79333° зх. д. (36.181037, -83.793305).  За даними Бюро перепису населення США в 2010 році місто мало площу 16,85 км², уся площа — суходіл.

## Демографія
Згідно з переписом 2010 року, у місті мешкало 2125 осіб у 770 домогосподарствах у складі 606 родин. Густота населення становила 126 осіб/км².  Було 827 помешкань (49/км²).
Расовий склад населення:
| - 96,9 % — білих - 0,4 % — корінних американців - 0,4 % — чорних або афроамериканців - 0,2 % — азіатів |

До двох чи більше рас належало 1,2 %. Частка іспаномовних становила 2,1 % від усіх жителів.
За віковим діапазоном населення розподілялося таким чином: 27,3 % — особи молодші 18 років, 61,7 % — особи у віці 18—64 років, 11,0 % — особи у віці 65 років та старші. Медіана віку мешканця становила 37,3 року. На 100 осіб жіночої статі у місті припадало 92,5 чоловіків;  на 100 жінок у віці від 18 років та старших — 86,7 чоловіків також старших 18 років.
Середній дохід на одне домашнє господарство  становив 48 598 доларів США (медіана — 39 659), а середній дохід на одну сім'ю — 50 924 долари (медіана — 41 845). Медіана доходів становила 40 750 доларів для чоловіків та 30 063 долари для жінок. За межею бідності перебувало 22,5 % осіб, у тому числі 36,6 % дітей у віці до 18 років та 9,9 % осіб у віці 65 років та старших.
Цивільне працевлаштоване населення становило 793 особи. Основні галузі зайнятості: освіта, охорона здоров'я та соціальна допомога — 18,4 %, науковці, спеціалісти, менеджери — 15,9 %, виробництво — 12,4 %, роздрібна торгівля — 12,2 %.